# IMOCD!
IMOCD!（アイエムオーシーディー）は、日本のロックバンド。

## メンバー
- 𝐀𝐥𝐢(アリ)：ボーカル

自身のバンド『MONORAL』ではベースを担当。  現在はL'Arc-en-CielのVo.HYDEのソロバンドでもベースを担当。  MTVのVJとしても活動。InterFMや有線番組等でDJのレギュラーを持つ。youtube『Dave Fromm Channel』の陰謀コーナーを務める。https://alimorizumi.tumblr.com/
- 𝐀𝐤𝐢𝐫𝐚(アキラ)：ギター

自身のバンド𝐁𝐞𝐥𝐭で活動。また、AliのバンドMONORALのサポートをはじめ、土屋アンナとK.A.Z（Oblivion Dust、VAMPS）によるSpin AquaやDAIGO☆STARDUSTのサポートもしていた。
- 𝐑𝐢𝐤𝐢𝐣𝐢：ベース

自身のバンドMAGA8BALL、(Oblivion Dust) 、GASTUNKのGt,TATSUのバンドTHE DEADROCKSをはじめ、現在は特撮(大槻ケンヂ)、過去には土屋アンナのサポートを務める。
- 𝐄𝐫𝐢𝐜(エリック)：ドラム

自身のバンド𝐁𝐥𝐨𝐨𝐦 𝐔𝐧𝐝𝐞𝐫𝐠𝐫𝐨𝐮𝐧𝐝で活動。1994年spAedのメンバー加入他、SUGIZO(LUNA SEA)やLISA(m-flo)、貴水博之をサポート。FAKE?でINORAN脱退後のギターサポートを務める。http://www.pure-records.com/eric/profile.html

## サポートメンバー
- TAKASHI NAKAYAMA：マニピュレーター

## 年表
- 2017年
  - 結成。
- 2018年
  - 2月、渋谷VUENOSにて初ライブ
  - 12月、EP『Sometime in November』をリリース
- 2019年
  - 4月、2nd EP 『Trying to buy my friends』 リリース
- 2020年
  - 3月、Album『Under the Moon, Over the Cloud』をリリース
  - 8月、3rd EP 『CLOSE ENCOUNER』 リリース